# Raul Soares

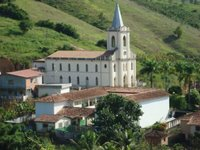
Núcleo de Vila

Raul Soares es un municipio brasileño del estado de Minas Gerais. Su población estimada en 2008 fue de 24.596 habitantes.

## Toponimia
El nombre Raul Soares se debió al gobernador de Minas Gerais: Raul Soares de Moura.

## Historia
Los primeros habitantes de esta tierra fueron la nación Boachás, que poblaron los ricos montes de la corriente que ahora ese nombre heredado. Los primeros colonizadores fueron Domingo Cassimiro de Lana y Lana, quien llegó aquí el 20 de enero de 1837, de Mariana (MG). Una vez que expulsaron a los indios de sus tierras, tomaron posesión de las ricas montañas del flujo de Boachá dejando aquí sus pobladores a mantener la posesión de ellas.
En 1841, vendió esta tierra a Francisco Alves Valle, que se establece con su familia. Sus hijos José, Jacob, y Francisco Manoel Alves Valle, después de la muerte de su padre, donó parte de sus tierras para el patrimonio de la capilla de San Sebastián (Minas Gerais en 1925). La original capilla fue fundada por el Padre Francisco Antonio de Carvalho, quien fue vicario de San Pedro de la plancha y se fue a vivir cerca de la capilla que creó.
Mediante escritura del 29 de octubre de 1873, João Pinto de Oliveira, el aumento de la riqueza, la donación de cinco hectáreas de tierra. El pueblo formado allí, lo llamó São Sebastião do Entre Ríos, ya que está situado entre los ríos y Matipó Santana. La ciudad creció lentamente, y en 1902, la ciudad de Puente Nuevo, creado el distrito de Río casca, y sólo en 1923 que se convirtió en el nombre del municipio la recepción de la ciudad Matipó.
En 1924, el consejo aprobó y recibió el nombre de Raúl Soares, en honor del entonces Gobernador del Estado, el abogado, escritor, abogado, político y profesor Dr. Raúl Soares de Moura, juramentado el 7 de septiembre de 1922 y falleció antes del final de su mandato debido a problemas cardíacos.
La creación del municipio de Raúl Soares fue autorizada por el Estado la Ley n º 843 del 7 de septiembre de 1923. Ya una consolidación (el ayuntamiento) sería, en primer lugar, al ser el conjunto de personas para componer los poderes ejecutivo y legislativo. En otras palabras, como el Alcalde y el Ayuntamiento formado por el pueblo, el municipio y quería crear.
Así, el nuevo municipio de Matipó fue instalada oficialmente el 20 de enero de 1924 con la posesión de los primeros concejales elegidos o la instalación de la primera sala de la ciudad, con un mandato de 20 de enero de 1924 al 16 de mayo de 1927. Joaquim Milagros Sobrinho (que presidió la sesión inaugural como el concejal más votado), João Domingos da Silva, Raymundo Rafael Coelho, José Maria de Souza, Francisco Costa Abrantes, Joaquim José da Silveira y Carlos Gomes Brandão. Tomó el gobierno del nuevo consejo, el concejal Raymundo Rafael Coelho, presidente de la elección municipal. En ese momento no había alcalde, y el presidente de la cámara de doble función.
Así, el 20 de enero es el día de la independencia, en el aniversario de la emancipación política y el consejo de administración que el 19 de septiembre de 1924 cambió el nombre de Matipó de Raúl Soares. También es el día del santo patrón San Sebastián.
La ciudad es sede de los Industriales de San Sebastián SA, fabricante de la famosa herramientas Tarza, considerado la mejor de su clase en Brasil y exportado a diversas partes del mundo, y para los países del Mercosur, el Reino Unido y Estados Unidos. También tiene una producción importante de café, que se exporta a varios países - es decir, Raúl Soares es un exportador local, en la que parte considerable de su producción industrial y agrícola se envían, por lo general a todo el mundo. El Consejo tiene un refugio natural donde viven cientos de garzas, el Paraíso de Garças, lugar de extrema belleza, uno de los lugares más bellos de esta ciudad que ha honrosamente el nombre de uno de los mineros más grandes de todos los tiempos - Raúl Soares.
- Datos: Q920002
- Multimedia: Raul Soares (Minas Gerais) / Q920002